# Sunčana Škrinjarić
Sunčana Škrinjarić (n. 11 decembrie 1931, Zagreb, Regatul Iugoslaviei – d. 21 aprilie 2004, Zagreb, Croația) a fost o scriitoare, poetă și jurnalistă croată. A devenit cunoscută prin scrierea de cărți pentru copii, cum ar fi Kaktus bajke, Pisac am vrijeme, Slikar u šumi, Pisac am princeza, Ulica predaka și Kazališna kavana.
Proza scriitoarei este caracterizată de imaginație și un limbaj sugestiv. Metaforic, copilăria sa este menționată în multe dintre lucrările sale, indiferent de faptul că a fost sau nu frumoasă. Poveștile ei, mereu interesante și imaginative, au fost adesea folosite ca scenarii pentru serii de film și televiziune. Este autoarea unui scenariu pentru primul filmul croat Pădurea minunată.
Skrinjaric a câștigat Premiu Literar „Grigor Vitez” în 1970, 1978 și 1983 și premiul „Ivana Brlić Mazuranic” în 1981. A fost nominalizată pentru premiul Hans Christian Andersen Award⁠(d) în 1999. Lucrările sale au fost adaptate în două filme de animație: The Elm-Chanted Forest (1986) și The Magician's Hat (1990), regizate de Milan Blažekovič.
Cărțile ei au fost traduse în lituaniană, maghiară, slovenă și alte limbi.